# 청평호반역
청평호반역(淸平湖畔驛)은 경기도 가평군에 위치했던 경춘선의 임시승강장이었다. 역명은 인근의 청평호반에서 유래했다. 경춘선의 청평역에서보다 청평에 더 가까웠다. 인근에 위치한 청평호를 찾는 피서객을 위해 피서철에 한정적으로 운영되었다. 현재는 공터로 남아있다.

## 연혁
- 1966년 7월 23일 : 임시승강장으로 개업[1]
- 1969년 8월 17일 : 폐지[2]